# Iulia Boiarschi
Iulia Boiarschi (n. 1928 – d. 15 ianuarie 1996) a fost o specialistă în domeniul fizicii durabilității și plasticității, care a fost aleasă ca membru titular al Academiei de Științe a Moldovei. Conform enciclopediei ar fi discipolul profesorului Iurie Perlin.

## Biografie
A absolvit Univesitatea de Stat din Chișinău în 1951. Este prima femeie doctor habilitat în științe fizico-matematice din RSSM (1974).
A fost docent la catedra de fizică teoretică a Universității de Stat (1955-1984), profesor universitar (1989), șef de laborator la Institutul de Fizică Aplicată al AȘM (1984-1996).
Este autoare a peste 250 de studii și articole publicate în presa de specialitate locală și de peste hotare și are contribuții la cercetarea și modelarea curgerii plastice a materialelor la penetrare.